# Juan Jesús Hernández López
Juan Jesús Hernández López (Reading, Reino Unido, 1970), es un escritor y poeta español. Ha sido galardonado con el Premio Internacional de Poesía Ciudad de Las Palmas de Gran Canaria en 2019, entre otros.

## Trayectoria
Nacido en Reading, Reino Unido, se traslada desde niño a Gran Canaria, donde vive actualmente. En 2015 empieza a escribir, formándose en los talleres de poesía de Pedro Flores.
En 2019 gana el XXIII Premio Internacional de Poesía Ciudad de Las Palmas de Gran Canaria, con el libro Como el que monta una ferretería en el centro del Sáhara. Ese mismo año se alza con el Premio de Poesía Pedro García Cabrera, con el libro Un taxidermista entre jirafas, premio que organiza la Fundación CajaCanarias desde 1981.
En 2021, es invitado junto a otros escritores a la lectura literaria del Centro Atlántico de Arte Moderno CAAM, en Gran Canaria, y participa en el Encuentro de Poesía Intergeneracional Canaria, Épica, celebrado en Tenerife, Fuerteventura y Gran Canaria. Este mismo año es seleccionado para participar en la Audioteca del Gobierno de Canarias.
En 2022 también gana el XXXVIII Premio de Poesía Ángel Martínez Baigorri en Lodosa, Navarra, con el libro Poiesis de un plato roto sobre mantel de hule. Publicado y presentado ese mismo año.
Poemas suyos han aparecido en diferentes revistas literarias.

## Premios
- 23.er Premio de Poesía Ciudad de Las Palmas de GC, 2019. [11]
- Premio de Poesía Pedro García Cabrera, CajaCanarias, Sta. Cruz de Tenerife, 2019. [12]
- XXXVIII Premio de Poesía Ángel Martínez Baigorri, Ayuntamiento de Lodosa, Navarra, 2021. [13]

## Obras
- Un taxidermista entre jirafas (Editado por la Fundación CajaCanarias, 2020). [14]
- Como el que monta una ferretería en el centro del Sáhara (Ediciones La Palma, 2021). [15]
- Poiesis de un plato roto sobre mantel de hule (Editado por Gráficas Pamplona, en 2022).